# IC 2164
IC 2164 ist eine Spiralgalaxie vom Hubble-Typ Sab im Sternbild Tafelberg am Südsternhimmel. Sie ist schätzungsweise 493 Millionen Lichtjahre von der Milchstraße entfernt und hat einen Durchmesser von etwa 165.000 Lichtjahren.
Das Objekt wurde am 18. Dezember 1900 von DeLisle Stewart entdeckt.